# Liste der Baudenkmale in Lähden
In der Liste der Baudenkmale in Lähden sind alle Baudenkmale der niedersächsischen Gemeinde Lähden aufgelistet. Die Quelle der Baudenkmale ist der Denkmalatlas Niedersachsen. Der Stand der Liste ist der 12. Juli 2021.

## Allgemein
In den Spalten befinden sich folgende Informationen:
- Lage: die Adresse des Baudenkmales und die geographischen Koordinaten. Kartenansicht, um Koordinaten zu setzen. In der Kartenansicht sind Baudenkmale ohne Koordinaten mit einem roten Marker dargestellt und können in der Karte gesetzt werden. Baudenkmale ohne Bild sind mit einem blauen Marker gekennzeichnet, Baudenkmale mit Bild mit einem grünen Marker.
- Bezeichnung: Bezeichnung des Baudenkmales
- Beschreibung: die Beschreibung des Baudenkmales. Unter § 3 Abs. 2 NDSchG werden Einzeldenkmale und unter § 3 Abs. 3 NDSchG Gruppen baulicher Anlagen und deren Bestandteile ausgewiesen.
- ID: die Objekt-ID des Baudenkmales
- Bild: ein Bild des Baudenkmales, ggf. zusätzlich mit einem Link zu weiteren Fotos des Baudenkmals im Medienarchiv Wikimedia Commons. Wenn man auf das Kamerasymbol klickt, können Fotos zu Baudenkmalen aus dieser Liste hochgeladen werden:

## Lähden

### Einzelbaudenkmale
| Lage                                          | Bezeichnung              | Beschreibung | ID       | Bild |
| --------------------------------------------- | ------------------------ | ------------ | -------- | ---- |
| Hauptstraße 4 52° 44′ 45″ N, 7° 34′ 12″ O     | Kirche                   | St. Maria    | 36544819 | BW   |
| Hauptstraße 52° 44′ 42″ N, 7° 34′ 11″ O       | Wegekapelle              |              | 36544901 | BW   |
| Herzlaker Straße 2 52° 44′ 38″ N, 7° 34′ 3″ O | Wohn-/Wirtschaftsgebäude | Hof Wiesen   | 36545482 | BW   |
| Am Kloster 8 52° 46′ 57″ N, 7° 37′ 53″ O      | Kapelle                  |              | 36545538 | BW   |
| Alte Dorfstraße 2 52° 46′ 58″ N, 7° 37′ 31″ O | Schule                   |              | 36544647 | BW   |
| Bentenkamp 5 52° 47′ 2″ N, 7° 37′ 46″ O       | Wohn-/Wirtschaftsgebäude |              | 36544679 | BW   |
| Bentenkamp 5 52° 47′ 2″ N, 7° 37′ 45″ O       | Stallanbau               |              | 36545602 | BW   |

## Herßum

### Einzelbaudenkmale
| Lage                                        | Bezeichnung              | Beschreibung | ID       | Bild |
| ------------------------------------------- | ------------------------ | ------------ | -------- | ---- |
| Mittelort 15 52° 45′ 15″ N, 7° 39′ 1″ O     | Wohn-/Wirtschaftsgebäude |              | 45891462 | BW   |
| Mittelort 52° 45′ 13″ N, 7° 38′ 51″ O       | Glockenturm              |              | 36545511 | BW   |
| Brauke 9 52° 45′ 7″ N, 7° 38′ 26″ O         | Backhaus                 | Speicher     | 36545454 | BW   |
| Herßumer Straße 52° 44′ 32″ N, 7° 37′ 22″ O | Wegekapelle              |              | 36545428 | BW   |

## Holte-Lastrup

### Gruppe: Kath. Kirche Holte
Die Gruppe „Kath. Kirche Holte“ hat die ID 35898632.

| Lage                                             | Bezeichnung     | Beschreibung        | ID       | Bild |
| ------------------------------------------------ | --------------- | ------------------- | -------- | ---- |
| An der Holter Kirche 52° 44′ 20″ N, 7° 37′ 11″ O | Kirche          | St. Clemens         | 36544756 | BW   |
| An der Holter Kirche 52° 44′ 20″ N, 7° 37′ 11″ O | Kirchgarten     | Ehemaliger Friedhof | 36544790 | BW   |
| An der Holter Kirche 52° 44′ 20″ N, 7° 37′ 11″ O | Baumbestand     |                     | 36545768 | BW   |
| An der Holter Kirche 52° 44′ 19″ N, 7° 37′ 11″ O | Kriegerdenkmal  |                     | 36545658 | BW   |
| An der Holter Kirche 52° 44′ 19″ N, 7° 37′ 11″ O | Kreuzwegstation |                     | 36544727 | BW   |
| An der Holter Kirche 52° 44′ 19″ N, 7° 37′ 12″ O | Grabstein       |                     | 36545741 | BW   |

### Gruppe: Am Bullerberg 3
Die Gruppe „Am Bullerberg 3“ hat die ID 35900153.

| Lage                                         | Bezeichnung              | Beschreibung | ID       | Bild |
| -------------------------------------------- | ------------------------ | ------------ | -------- | ---- |
| Am Bullerberg 3 52° 44′ 14″ N, 7° 37′ 29″ O  | Wohn-/Wirtschaftsgebäude | Hallenhaus   | 36545238 | BW   |
| Am Bullerberg 3a 52° 44′ 14″ N, 7° 37′ 28″ O | Werkstatt                |              | 36545279 | BW   |
| Am Bullerberg 3 52° 44′ 14″ N, 7° 37′ 27″ O  | Eiche                    |              | 36545687 | BW   |

### Einzelbaudenkmale
| Lage                                            | Bezeichnung              | Beschreibung                  | ID       | Bild |
| ----------------------------------------------- | ------------------------ | ----------------------------- | -------- | ---- |
| Am Markt 13 52° 44′ 20″ N, 7° 37′ 14″ O         | Wohn-/Wirtschaftsgebäude | Altes Küsterhaus (Hallenhaus) | 36545371 | BW   |
| Holter Hauptstraße 1 52° 44′ 9″ N, 7° 37′ 13″ O | Wohnhaus                 |                               | 36545399 | BW   |

## Vinnen

### Gruppe: Kath. Kirche und Schulhaus
Die Gruppe „Kath. Kirche und Schulhaus“ hat die ID 35899650.

| Lage                                     | Bezeichnung | Beschreibung | ID       | Bild |
| ---------------------------------------- | ----------- | ------------ | -------- | ---- |
| Im Dorf 52° 46′ 28″ N, 7° 41′ 9″ O       | Kirche      |              | 36545074 | BW   |
| Am Kloster 6 52° 46′ 28″ N, 7° 41′ 11″ O | Schule      | kath. Schule | 36545184 | BW   |
| Im Dorfe 6 52° 46′ 28″ N, 7° 41′ 8″ O    | Kruzifix    |              | 36545632 | BW   |

### Gruppe: Vinnen, Am Böckelhof 13, Hofanlage
Die Gruppe „Vinnen, Am Böckelhof 13, Hofanlage“ hat die ID 35898652.

| Lage                                       | Bezeichnung              | Beschreibung     | ID       | Bild |
| ------------------------------------------ | ------------------------ | ---------------- | -------- | ---- |
| Am Böckelhof 15 52° 46′ 8″ N, 7° 41′ 14″ O | Wohn-/Wirtschaftsgebäude | Hallenhaus       | 36544926 | BW   |
| Am Böckelhof 15 52° 46′ 9″ N, 7° 41′ 12″ O | Speicher                 | Speicher/Scheune | 36545015 | BW   |
| Am Böckelhof 15 52° 46′ 7″ N, 7° 41′ 11″ O | Scheune                  |                  | 36545045 | BW   |
| Am Böckelhof 15 52° 46′ 7″ N, 7° 41′ 11″ O | Baumkranz                |                  | 36545714 | BW   |
| Am Böckelhof 15 52° 46′ 8″ N, 7° 41′ 15″ O | Backhaus                 |                  | 36544986 | BW   |
| Am Böckelhof 15 52° 46′ 8″ N, 7° 41′ 16″ O | Speicher                 | Kornspeicher     | 36544956 | BW   |

### Einzelbaudenkmale
| Lage                                            | Bezeichnung              | Beschreibung   | ID       | Bild |
| ----------------------------------------------- | ------------------------ | -------------- | -------- | ---- |
| Wachtumer Straße 14 52° 46′ 38″ N, 7° 41′ 13″ O | Wohn-/Wirtschaftsgebäude | Kortescher Hof | 36545158 | BW   |
| Im Dorfe 16 52° 46′ 33″ N, 7° 41′ 8″ O          | Wohnhaus                 |                | 36545332 | BW   |
| Löninger Straße 10 52° 46′ 26″ N, 7° 41′ 14″ O  | Wegekapelle              |                | 36545106 | BW   |